# Douglas D-906
El Douglas D-906 fue un proyecto en papel de un transporte pesado de carga, de la compañía estadounidense Douglas Aircraft Company.

## Desarrollo
Douglas dedicó cuatro años al estudio de un avión logístico de transporte pesado, capaz de transportar cargas de pago muy grandes y unidades del Ejército, para los que no existía capacidad, bajo los programas CX-4 y Carga Experimental- Apoyo Logístico Pesado (Experimental Cargo-Heavy Logistics Support (CX-HLS)), que finalmente produjeron el C-5. El D-906 fue uno de ellos.

## Diseño
Con un ala alta y seis motores turbofán de 13608 kg de empuje, se parecía superficialmente al Antonov An-225. La carga útil planeada era de 88451 kg (195000 libras), para 6040 km, con un peso al despegue de 247877 kg (606000 libras).
El largo iba a ser de 58,13 m, la envergadura de 58,59 m, y el área alar de 457 m².

## Especificaciones (según diseño)
Referencia datos: McDonnell Douglas Aircraft since 1920

### Características generales
- Longitud: 58,13 m
- Envergadura: 58,59 m
- Superficie alar: 457 m²
- Peso útil: 88451 kg
- Peso máximo al despegue: 247877 kg
- Planta motriz: 6×  turbofán.
  - Empuje normal: 13608 kg de empuje cada uno.

### Rendimiento
- Radio de acción: 6040 km